# Gorica pri Slivnici
Gorica pri Slivnici je gručasto naselje v Občini Šentjur, v začetnem toku reke Voglajne in ob razcepu cest proti Podčetrtku in proti Kozjem.     
V kraju je sedež Osnovne šole Slivnica pri Celju, Krajevne skupnosti Gorica pri Slivnici ter raznih društev. Na griču nad šolo stoji cerkev sv. Urbana iz leta 1621. V neposredni bližini v smeri Loke pri Žusmu leži Slivniško jezero. V centru kraja na krožišču stoji preša, ki opozarja na vinorodne kraje, okoli pa raste potomka mariborske stare trte. V centru stojijo tudi Grassellijeva hiša, ki je bila v zgodovini pomembno blagovno središče, opuščena stavba Žandarmarije, enota zadruge, kulturni in gasilski dom ter Kranjčeva hiša, bolj poznana kot "Aureja". Ime slednje se je obdržalo od istoimenskega podjetja, ki je pred nekaj desetletji izdelovalo značke za območje celotne Jugoslavije. Zgodovina kraja od habsburških časov do Jugoslavije je o zapisana v knjigi Slivnica - od habsburške krone do rdeče zvezde Lojzeta Seliča.

## Poimenovanje
Kraj se pravilno imenuje Gorica pri Slivnici, čeprav se ga večkrat napačno omenja tudi "Slivnica". Slivnica (pri Celju) je namreč naselje na hribu nad Gorico pri Slivnici. V preteklosti so kraj poznali tudi pod imenom Glinca, saj je to področje precej bogato z glino.

## Društva v kraju
- Prostovoljno gasilsko društvo (PGD) Slivnica pri Celju
- Kulturno društvo Gorica pri Slivnici
- Turistično društvo Gorica pri Slivnici
- Planinsko društvo Slivnica pri Celju
- Društvo upokojencev Gorica pri Slivnici
- Ribiška družina Voglajna
- Društvo vinogradnikov Sv. Urban
- Krajevna organizacija Rdečega križa Gorica pri Slivnici
- Balinarski klub Gorica pri Slivnici
- Športno društvo Gorica
- Tenis klub Gorica

## Turizem
Osrednja turistična točka kraja je Slivniško jezero, napolnjeno pred štiridesetimi leti. Ob jezeru živi predvsem ribištvo, na voljo pa je tudi gostinska ponudba.
Pohodnikom sta na voljo tudi planinsko-rekreativna pot S klopce na klopco, ki se razteza po hribih ki obdajajo Gorico pri Slivnici ter ostale kraje znotraj lokalne KS. Pot, ki je primerna tudi za družine in deloma tudi kolesarje, je opremljena s klopcami, informacijskimi tablami in smernimi mizami, s klopic pa se razprostirajo tudi razgledi. Gorico pri Slivnici prečka tudi Marijina romarska pot. 

## Osebe povezane s krajem
- Robert K. Grasselli, ameriško-slovenski kemik
- Janez (Ivan) Kranjc, duhovnik in mučenec
- Rafko Vodeb, teolog in filozof
- Lojze Selič, pisatelj
- Alojz Vodeb, slikar
- Jože Bohorč, harmonikar in komponist